# سیدی عیسی بن سلیمان
سیدی عیسی بن سلیمان (به فرانسوی: Sidi Aissa Ben Slimane) یک منطقهٔ مسکونی در مراکش است که در استان قلعه سراغنه واقع شده‌است. سیدی عیسی بن سلیمان ۱۷٬۷۰۸ نفر جمعیت دارد.